# Богуславка (фабрика)
Богуславська фабрика художніх виробів «Богусла́вка» — підприємство текстильної промисловості, що працювало у місті Богуславі Київської області протягом 1945—1994 років.

## Історія
Підприємство завноване у 1945 році, як ткацька артіль, що об'єднала понад 120 майстрів ткацтва, килимарства та вишивки. Пізніше до неї було приєднано артіль «Червоний Жовтень» з Миронівки. У 1961 році була перетворена фабрику художніх виробів «Перемога»; з 1989 року — фабрика художніх виробів «Богуславка» у складі концерну «Укрхудожпром».  
У 1990-х роках підприємство почало занепадати, а з 1994 року практично припинило діяльність.

## Продукція
На фабриці виготовляли традиційні для Богуслава килимові та декоративні тканини, килими, налавники, скатерті, рушники, штори, покривала, серветки, доріжки, наволочки тощо. Для тканин була характерна техніка човникового ткання, поширений орнаментний мотив — восьмипроменева зірка, серед кольорів переважав червоний, що гармонійно поєднувався з чорним, синім, жовтим і
білим тлом.
Зразки для виробництва створювали Георгій Анджієвський, Надія Скопець та Іван Нечипоренко; серед майстрів були С. В. Бойко, І. О. Березова, М. І. Велика, Н. І. Гуріненко, Т. Г. Кушніревська, Г. І. Сохацька, Л. І. Тарасенко.
Вироби були відзначені дипломами та почесними грамотами на республіканських та всесоюзних виставках. Зберігаються у Національному музеї українського народного декоративного мистецтва у Києві та інших музеях України.